# Chaetonotus pawlowskii
Chaetonotus pawlowskii är en djurart som tillhör fylumet bukhårsdjur, och som beskrevs av Kisielewski 1984. Chaetonotus pawlowskii ingår i släktet Chaetonotus och familjen Chaetonotidae. Inga underarter finns listade i Catalogue of Life.